# 제남도서관
제남도서관은 대한민국 제주특별자치도에 있는 공공도서관이다.

## 연혁
1995년 남원고등학교 설립추진위원회로부터 부지를 기부채납 받아 도서관 건물을 착공하여 1996년 개관하였다. 2009년 제주특별자치도 평생학습관으로 지정되었다.

## 현황

### 소장 자료
2010년 12월 현재 도서는 총 81,696책, 비도서 자료는 2,082점을 소장하고 있다.

### 시설
도서관 건물은 지하 1층, 지상 3층 교모로 제주특별자치도 서귀포시 남원읍 남원체육관로 183에 위치하고 있다. 구체적인 자료실 및 편의시설 배치는 다음과 같다.
- 지하 1층 : 강당
- 1층 : 영사실, 평생학습실
- 2층 : 종합자료실, 전자정보실
- 3층 : 향토자료실, 보존자료실, 연구실, 문화사랑방, 성인열람실, 학생열람실, 휴게실

## 이용

### 이용 시간
- 자료실 : 평일(화~금) 09:00 ~ 22:00, 주말(토·일요일) 09:00 ~ 18:00
- 전자정보실 : 평일(화~금) 09:00 ~ 22:00, 주말(토·일요일) 09:00 ~ 18:00
- 열람실 : 08:00 ~ 23:00
- 부분휴관일(열람실만 이용) : 매주 월요일 09:00 ~ 18:00
- 전면휴관일 : 일요일을 제외한 공휴일, 개관기념일(6월 11일), 12월 31일

### 회원 자격
- 제주특별자치도 서귀포시 남원읍에 주민등록이 되어 있는 읍민

### 자료 대출 규정
- 대출자격 : 회원증을 소지한 본인에 한해 도서 대출
- 대출권수 : 1인 3책
- 대출기한 : 7일(1회에 한해 7일을 연장할 수 있음)